# Martin XB-48
Martin XB-48 là một loại máy bay ném bom tầm trung phản lực được phát triển vào giữa thập niên 1950. Chỉ có 2 mẫu thử được chế tạo có số đuôi 45-59585 và 45-59586,

## Tính năng kỹ chiến thuật (XB-48)
Dữ liệu lấy từ "Encyclopedia of US Air Force Aircraft and Missile Systems, Volume II"
Đặc điểm tổng quát
- Kíp lái: 3
- Chiều dài: 85 ft 9 in (26 m)
- Sải cánh: 108 ft 4 in (33 m)
- Chiều cao: 26 ft 6 in (8 m)
- Diện tích cánh: 1.330 ft² (123,5 m²)
- Trọng lượng rỗng: 58.500 lb (26.535 kg)
- Trọng lượng có tải: 92.600 lb (42.000 kg)
- Trọng lượng cất cánh tối đa: 102.600 lb (46.540 kg)
- Động cơ: 6 × General Electric J35 , 3.820 lbf (17 kN) mỗi chiếc

 Hiệu suất bay 
- Vận tốc cực đại: 454 kn (523 mph, 841 km/h) trên độ cao 35.000 ft
- Vận tốc hành trình: 361 kn (415 mph, 668 km/h)
- Tầm bay: 1.566 nmi (1.802 mi, 2.900 km)
- Bán kính chiến đấu: 795 mi (1.280 km)
- Trần bay: 39.400 ft (12.009 m)
- Vận tốc lên cao: 4.200 ft/phút (21,3 m/s)

Trang bị vũ khí

- Súng: 2 × súng máy M7.50 in (12,7 mm)[4]
- Bom: 1 × 20.000 lb (9.980 kg) hoặc 36 × bom 250 lb (113 kg)